# I. Harald norvég király
I. Harald Halfdansson vagy Széphajú vagy Szőke Harald (óészakiul: Haraldr Hárfagri, norvégül: Harald Hårfagre), (852–933) a norvég törzsek (és ezzel Norvégia) egyesítője és Norvégia első királya 872 és 931 között.

## Élete
Harald apja, III. (Fekete) Halfdan halála után (863-ban) számos apró királyságot örökölt Vestfoldban, melyeket az öröklés vagy hódítás útján szerzett. Saját terjeszkedését azzal kezdte, hogy leverte a hegyvidéki felkelést. 866-ban kezdte meg sikeres terjeszkedéseinek sorozatát. A Haakonnal, Lade urával kötött egyezség nyomán folytathatta a nyugati tartományok meghódítását, elfoglalta Trondheim környékét. Ám a déli kiskirályok összefogtak ellene, de Harald a hafrsfjordi csatában legyőzte őket, és egyesítette Norvégiát. Harald hódításai, kegyetlen uralma és adórendszere elől sok nemzetségfő vándorolt ki követőivel együtt a Brit-szigetekre, Shetland-szigetekre, a Hebridákra, az Orkney-szigetekre, Feröerre, Skóciába és a környező területekre, sőt talán Izlandra is, amelyet uralkodása idején fedeztek fel a vikingek (874-től kezdik benépesíteni), Harald uralmát azonban később folyamatosan fenyegették külső támadásaikkal. 
A király nagy vagyonra tett szert a parti kereskedelem ellenőrzésével, szigorúan megszervezett uralma azonban csak a délnyugat-norvégiai területekre szorítkozott, a többi országrész fölött alacsonyabb rangú vezetőkön keresztül gyakorolta hatalmát. Legfontosabb közigazgatási tette a tartományi rendszer (a lagtingok) kialakítása volt. Uralkodása alatt csatolták Norvégiához a skót-szigeteket, de terjeszkedésének fő iránya Izland volt, ahol norvég telepeket hozott létre.
Élete végén kapcsolatba került Aethelstan wessexi királlyal, aki térítőket küldött hozzá, Helgrimet és Osfridet. 
Uralkodásának késői szakaszát számos fiának viszályai jellemezték; hat feleségétől és két ágyasától 23 gyermeke született, akik közt még életében felosztotta országát. Amikor megöregedett, kedvenc fiának, I. (Véreskardú) Eriknek adta át a hatalmat, Angliába ment, ahol rövid időre két ízben is York uralkodója lett. 81 éves korában, 933-ban halt meg. Utódai csekély megszakítással 1319-ig uralkodtak Norvégiában.

## Egyéb
- Harald életéről azok a korabeli költemények közlik a leghitelesebb adatokat, amelyeket Izlandon foglaltak írásba a XIII. században;[10] uralkodását emellett más, kevésbé megbízhatónak tekintett, XII. és XIII. századi, izlandi és norvég történeti munkák is tárgyalják.[13]

## Gyermekei[15]
- Első Feleségétől, Asa Haakonsdottertől, Nagy Haakon nagynénjétől 4 fia született:
  - (Vikeni) Guttorm
  - (Trondelageni) Fekete Halfdan
  - (Trodenlageni) Sigroed
  - Halfdan Hvide
- Második feleségetől, Gydától, Hordalandi Erik király leányától 5 gyermeke született:
  - Alof Aarbod
  - Rorik
  - Sigtrygg
  - Frode
  - Thorgils
- Harmadik feleségétől, Svanhildtől, Hedemarkeni Eystein leányától három gyermeke született:
  - (Vigeni) Olaf
  - (Vestfoldi) Björn
  - (Hedemarkeni) Ragnar Rykkil
- Negyedik feleségétől, Snaefriedtől, Finnen Svase leányától 5 gyermeke született:
  - (Hadeflykei) Sigurd Hrise
  - Halfdan Haaleg
  - Godroed Ljome
  - (Hadelandi) Ragnvald
  - (Hedemarkeni) Ring
- Ötödik feleségétől, Alvhildtól, Ringerikei Ring Dagsson leányától 3 gyermeke született:
  - (Hedemarkeni) Dag
  - Gudroed Skirja
  - Ingegerd
- Hatodik feleségétől, Haithabu-i Ragnhildtól, I. Horik dán király leányától egy gyermeke született:
  - Erik
- Ezenkívül ismerjük még 2 törvénytelen gyermekét is:
  - Haakon
  - Ingeborg ∞ Halfdan Jarl